# Хородка (Яловенский район)
Хородка (рум. Horodca, Городка) — село в Яловенском районе Молдавии. Относится к сёлам, не образующим коммуну.

## География
Село расположено на высоте 156 метров над уровнем моря.

## Население
По данным переписи населения 2004 года, в селе Хородка проживает 1113 человека (551 мужчина, 562 женщины).
Этнический состав села:
| Национальность | Число жителей | Процентный состав |
| -------------- | ------------- | ----------------- |
| молдаване      | 1102          | 99.01             |
| украинцы       | 7             | 0.63              |
| русские        | 3             | 0.27              |
| болгары        | 1             | 0.09              |
| Всего          | 1113          | 100%              |